# سیارک ۲۵۸۱۴
سیارک ۲۵۸۱۴ (به انگلیسی: 25814 Preesinghal، نامگذاری:2000DF24)۲۵۸۱۴مین سیارک کشف شده‌است که در ۲۹ فوریه ۲۰۰۰ کشف شد.